# بطولة إيه إم إيه سوبر بايك
بطولة إيه إم إيه سوبر بايك هي سلسلة سباقات درجات نارية أمريكية تقام كل عام منذ 1976. 